# Megaselia decipiens
Megaselia decipiens är en tvåvingeart som först beskrevs av Meijere 1910.  Megaselia decipiens ingår i släktet Megaselia och familjen puckelflugor. Inga underarter finns listade i Catalogue of Life.